# Мішакін Микола Миколайович
Микола Миколайович Мішакін — український військовослужбовець, полковник 1 БрОП Національної гвардії України, учасник російсько-української війни. Кавалер Хреста бойових заслуг (2022), орденів «За мужність» III ступеня (2022) та Данила Галицького (2016).

## Життєпис
Закінчив Криворізький ліцей-інтернат з посиленою військово-фізичною підготовкою, Харківський інститут танкових військ, Національний університет оборони України імені Івана Черняховського (оперативно-тактичний рівень).
Служив заступником командира 4-ї бригади оперативного призначення.
На лютий 2023 року був командиром 1-ї бригади оперативного призначення НГУ.
З початком повномасштабного російського вторгнення в Україну полковник Микола Мішакін успішно виконував бойові завдання щодо недопущення прориву російських військ на Київщині. У результаті чого було знищено понад 10 одиниць бронетехніки й велику кількість російських окупантів. Під час боїв на Луганщині завдяки його діям було евакуйовано та врятовано життя близько 25 сімей. Брав активну участь у боях на Сєвєродонецькому напрямку.

## Нагороди
- хрест бойових заслуг (27 липня 2022) — за визначні особисті заслуги у захисті державного суверенітету та територіальної цілісності України, самовіддане служіння Українському народу, вірність військовій присязі[5];
- орден «За мужність» III ступеня (10 березня 2022) — за особисту мужність і самовіддані дії, виявлені у захисті державного суверенітету та територіальної цілісності України, вірність військовій присязі[6];
- орден Данила Галицького (25 березня 2016) — за особисту мужність і високий професіоналізм, виявлені у захисті державного суверенітету та територіальної цілісності України, зразкове виконання військового обов'язку[7].

## Військові звання
- полковник;
- підполковник (на 25.3.2016).